# 5 złotych polskich (1829–1834)
5 złotych polskich (1829–1834) – moneta pięciozłotowa Królestwa Kongresowego okresu autonomii, wprowadzona za panowania Mikołaja I, jako następczyni pięciozłotówki bitej w latach 1816–1818. Była bita w srebrze, w latach 1829–1834, według systemu monetarnego opartego na grzywnie kolońskiej. Wycofano ją z obiegu 1 maja 1847 r.
Moneta została wybita z otokiem, podobnie jak niektóre inne nominały Królestwa Polskiego okresu autonomii emitowane po 1819–, albo po 1820 r.

## Awers
Na tej stronie umieszczono prawe popiersie cara Aleksandra I, otokowo napis:

ALEXANDER I CES• ROS•WSKRZESICIEL KRÓL•POLS•1815*

Dookoła znajduje się wypukły otok.

## Rewers
Na tej stronie umieszczono średni herb Królestwa Kongresowego, tzn. orła rosyjsko-polskiego – dwugłowy orzeł z trzema koronami, dużą pośrodku i dwiema małymi na głowach orła, w prawej łapie trzyma miecz i berło, w lewej jabłko królewskie, na piersi, na tle gronostajowego płaszcza, tarcza herbowa z polskim orłem. Po obu stronach dużej korony rok bicia: 1829, 1830, 1831, 1832, 1833 albo 1834. Na dole, po obu stronach ogona orła, znajduje się znak intendenta mennicy w Warszawie –
- F.H. (Fryderyka Hungera 1829, 1830),
- K.G. (Karola Gronaua 1830–1834),
- I.P. (Jerzego Puscha 1834).

Poniżej, w półkolu napis:

5 ZŁOTYCH POLSKICH

otokowo:

MIKOŁAY I.CES•WSZ•ROSSYI KRÓL POLSKI PANUJĄCY*

Dookoła znajduje się wypukły otok.

## Opis
Monetę bito w mennicy w Warszawie, w srebrze próby 868, na krążku o średnicy 31 mm, masie 15,54 grama, z rantem ząbkowanym, z otokiem. Według sprawozdań mennicy w latach 1829–1834 w obieg wypuszczono 3 900 636 sztuk monety.
Stopień rzadkości poszczególnych roczników przedstawiono w tabeli:
| Rocznik                 | Znak intendenta | Stopień rzadkości | Szacowana liczba egzemplarzy | Uwagi                                        | Zdjęcie |
| ----------------------- | --------------- | ----------------- | ---------------------------- | -------------------------------------------- | ------- |
| 5 złotych polskich 1829 | F.H.            | R                 | 80 001–400 000               |                                              |         |
| 5 złotych polskich 1830 | F.H.            | R1                | 15 001–80 000                |                                              |         |
| 5 złotych polskich 1830 | K.G.            | R2                | 3001–15 000                  |                                              |         |
| 5 złotych polskich 1831 | K.G.            | R                 | 80 001–400 000               | bito również monety Królestwa Polskiego 1831 |         |
| 5 złotych polskich 1832 | K.G.            | R                 | 80 001–400 000               |                                              |         |
| 5 złotych polskich 1833 | K.G.            | R                 | 80 001–400 000               |                                              |         |
| 5 złotych polskich 1834 | K.G.            | R1                | 15 001–80 000                |                                              |         |
| 5 złotych polskich 1834 | I.P.            | R                 | 80 001–400 000               |                                              |         |

Moneta w była bita w latach panowania Mikołaja I, więc w numizmatyce rosyjskiej zaliczana jest do kategorii monet tego cara.